# 嘉信挑戰賽
嘉信挑戰賽（Charles Schwab Challenge）是美國高爾夫球PGA巡迴賽的一個賽事，在每年5月於得克薩斯Colonial鄉村俱樂部舉行。迪安&德露卡邀請賽創設於1946年，是PGA巡迴賽的五個邀請賽之一。2019年起，賽事更改至此名稱。

## 外部連結
- 官方网站
- Coverage on PGA Tour's official site

32°43′01″N 97°22′23″W / 32.717°N 97.373°W